# Сандіп Тулсі Ядав
Сандіп Тулсі Ядав (англ. Sandeep Tulsi Yadav; нар. 4 січня 1988) — індійський борець греко-римського стилю, бронзовий призер чемпіонату світу, срібний призер чемпіонату Співдружності.

## Життєпис
Боротьбою почав займатися з 2000 року. 
Виступав за борцівський клуб міста Мумбаї. Тренер — Ягмал Сінгх.

## Спортивні результати на міжнародних змаганнях

### Виступи на Чемпіонатах світу
| Змагання                        | Збірна | Вагова категорія                 | Місце  |
| ------------------------------- | ------ | -------------------------------- | ------ |
| Чемпіонат світу з боротьби 2011 | Індія  | греко-римська боротьба, до 66 кг | 32     |
| Чемпіонат світу з боротьби 2013 | Індія  | греко-римська боротьба, до 66 кг | Бронза |
| Чемпіонат світу з боротьби 2014 | Індія  | греко-римська боротьба, до 66 кг | 15     |

### Виступи на Чемпіонатах Азії
| Змагання                       | Збірна | Вагова категорія                 | Місце |
| ------------------------------ | ------ | -------------------------------- | ----- |
| Чемпіонат Азії з боротьби 2011 | Індія  | греко-римська боротьба, до 66 кг | 9     |

### Виступи на Азійських іграх
| Змагання           | Збірна | Вагова категорія                 | Місце |
| ------------------ | ------ | -------------------------------- | ----- |
| Азійські ігри 2014 | Індія  | греко-римська боротьба, до 66 кг | 12    |

### Виступи на Чемпіонатах Співдружності
| Змагання                                | Збірна | Вагова категорія                 | Місце  |
| --------------------------------------- | ------ | -------------------------------- | ------ |
| Чемпіонат Співдружності з боротьби 2011 | Індія  | греко-римська боротьба, до 66 кг | Срібло |

### Виступи на інших змаганнях
| Змагання                                                        | Збірна | Вагова категорія                 | Місце |
| --------------------------------------------------------------- | ------ | -------------------------------- | ----- |
| Олімпійський кваліфікаційний турнір з боротьби 2012 (Гельсінкі) | Індія  | греко-римська боротьба, до 66 кг | 26    |
| Міжнародний меморіал Дейва Шульца 2014                          | Індія  | греко-римська боротьба, до 66 кг | 5     |